# Möhring
Möhring oder Moehring ist ein deutscher Familienname.

## Namensträger

### A
- Anke Möhring (* 1969), deutsche Schwimmerin

### B
- Bruno Möhring (1863–1929), deutscher Architekt

### C
- Charlotte Möhring (1887–1970), deutsche Flugpionierin
- Christian Möhring (1695–1773), königlich preußischer Generalmajor
- Clemens Möhring (1895–1951), deutscher Fabrikant und Politiker
- Cornelia Möhring (* 1960), deutsche Politikerin (Linke), MdB

### D
- Dieter Möhring (Manager) (1909–1981), deutscher Ingenieur und Industriemanager
- Dieter Möhring (Leichtathlet) (Hans-Dieter Möhring; 1931–1975), deutscher Leichtathlet

### F
- Ferdinand Möhring (1815–1887), deutscher Komponist, Lieddichter, Dirigent und Organist
- Friedrich Möhring (1888–1959), deutscher SA-Führer
- Friedrich Wilhelm Möhring (1797–1875), deutscher Jurist und Parlamentarier

### G
- Gerhard Moehring (1921–2023), deutscher Pädagoge und Autor zur Geschichte am Oberrhein
- Günther Möhring (1936–2006), deutscher Schach- und Go-Spieler

### H
- Hannes Möhring (* 1949), deutscher Mediävist und Orientalist
- Hans-Dieter Möhring (* 1943), deutscher General
- Hans-Ulrich Möhring (* 1953), deutscher Übersetzer und Schriftsteller
- Heiko Möhring (1940–2004), deutscher Offizier und Unternehmensberater
- Helmuth Möhring (1922–2006), deutscher Bäcker, Offizier und Politiker (SPD)
- Hermann Möhring (1900–1986), deutscher Politiker der SPD und der SED, politisch Verfolgter

### J
- Johann Gottlieb Möhring (1735–1820), deutscher Offizier, Kartograph und Freimaurer
- Johann Ludwig Möhring (1760–1835), großherzoglich oldenburgischer Geheimer Hofrat in Jever sowie Mitbegründer der Feuersozietät in Jever

### K
- Kerstin Möhring (* 1965), deutsche Lehrerin und Lokalhistorikerin
- Kurt Möhring (1900–1944), deutscher Generalleutnant im Zweiten Weltkrieg

### M
- Maren Möhring (* 1970), deutsche Historikerin
- Markus Moehring (* 1958), deutscher Historiker und Leiter des Dreiländermuseums
- Matthias Möhring-Hesse (* 1961), deutscher römisch-katholischer Theologe
- Max Möhring († 1934), deutscher Komponist und Musikpädagoge

### P
- Paul Möhring (1890–1976), deutscher Redakteur, Bühnenautor und Theaterhistoriker
- Paul Heinrich Gerhard Möhring (1710–1792), deutscher Arzt, Botaniker und Ornithologe
- Philipp Möhring (1900–1975), deutscher Rechtsanwalt beim Bundesgerichtshof
- Praxedis Möhring (* 1959), deutsche Juristin und Richterin am Bundesgerichtshof

### R
- Rolf H. Möhring (* 1948), deutscher Mathematiker
- Rubina Möhring (1950–2022), österreichische Fernsehjournalistin und Publizistin
- Rudolf Möhring (1897–1945), deutscher Architekt

### S
- Sönke Möhring (* 1972), deutscher Schauspieler

### W
- Walter Möhring (1900–1964), deutscher Landrat
- Walter Möhring (Zeichenlehrer) († 1933), deutscher Zeichenlehrer und ein Pionier der Erwachsenenbildung
- Wiebke Möhring (* 1970), deutsche Kommunikationswissenschaftlerin
- Wotan Wilke Möhring (* 1967), deutscher Schauspieler